# Bundesliga (baseball)
La Bundesliga rappresenta il massimo campionato di baseball tedesco, e viene organizzato dalla federazione tedesca. Giocato generalmente da aprile ad agosto, è suddiviso in due raggruppamenti rispettivamente da 6 e 7 squadre, per un totale di 13.

## Lega maggiore
La prima lega del campionato tedesco è suddivisa in Divisione Nord (che annovera 6 squadre) e Divisione Sud (da 7 squadre). Le prime quattro squadre di ciascun raggruppamento si qualificano per i quarti di finale dei play-off scudetto, seguiti da semifinali e finali.

### Bundesliga Nord
Al 2023, vi partecipano sei squadre:
- Berlin Flamingos
- Bonn Capitals
- Paderborn Untouchables
- Hamburg Stealers
- Cologne Cardinals
- Dohren Wild Farmers

### Bundesliga Sud
Al 2023, vi partecipano sette squadre:
- Buchbinder Legionäre
- Heidenheim Heideköpfe
- München-Haar Disciples
- Mainz Athletics
- Stuttgart Reds
- Mannheim Tornados
- Hunstetten Storm

## Albo d'oro
| - 2023: Heidenheim Heideköpfe - 2022: Bonn Capitals - 2021: Heidenheim Heideköpfe - 2020: Heidenheim Heideköpfe - 2019: Heidenheim Heideköpfe - 2018: Bonn Capitals - 2017: Heidenheim Heideköpfe - 2016: Mainz Athletics - 2015: Heidenheim Heideköpfe - 2014: Solingen Alligators - 2013: Buchbinder Legionäre - 2012: Buchbinder Legionäre - 2011: Buchbinder Legionäre - 2010: Buchbinder Legionäre - 2009: Heidenheim Heideköpfe - 2008: Buchbinder Legionäre - 2007: Mainz Athletics - 2006: Solingen Alligators - 2005: Paderborn Untouchables - 2004: Paderborn Untouchables - 2003: Paderborn Untouchables - 2002: Paderborn Untouchables - 2001: Paderborn Untouchables - 2000: Lokstedt Stealers - 1999: Paderborn Untouchables - 1998: Köln Dodgers - 1997: Mannheim Tornados - 1996: Trier Cardinals - 1995: Trier Cardinals - 1994: Mannheim Tornados - 1993: Mannheim Tornados | - 1992: Mannheim Amigos - 1991: Mannheim Tornados - 1990: Köln Cardinals - 1989: Mannheim Tornados - 1988: Mannheim Tornados - 1987: Mannheim Tornados - 1986: Mannheim Tornados - 1985: Mannheim Tornados - 1984: Mannheim Tornados - 1983: Mannheim Amigos - 1982: Mannheim Tornados - 1969-1981: In questo periodo i campionati non vennero giocati - 1968: Colt Darmstadt - 1967: Colt Darmstadt - 1966: VFR Mannheim - 1965: VFR Mannheim - 1964: TB Germania München - 1963: TB Germania München - 1962: TB Germania München - 1961: TB Germania München - 1960: TB Germania München - 1959: Mannheim Knights - 1958: Mannheim Knights - 1957: MEV München - 1956: Mannheim Knights - 1955: Frankfurt Juniors - 1954: Mannheim Knights - 1953: Frankfurt Juniors - 1952: Frankfurt Juniors - 1951: BC Stuttgart |